# ポルトガリア航空

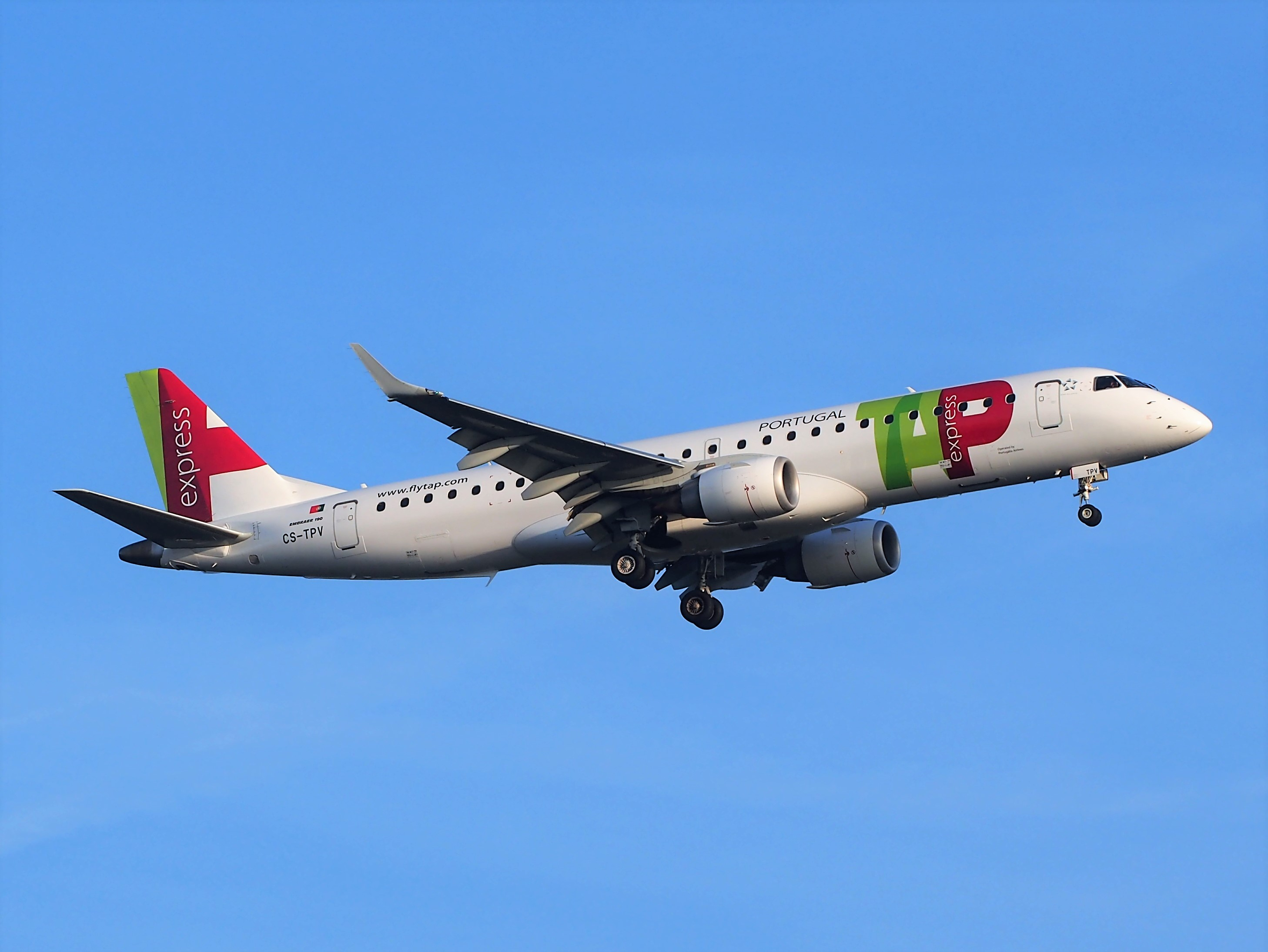
エンブラエル190

ポルトガリア航空（Portugália Airlines）は、ポルトガルの航空会社。リスボンのポルテラ国際空港を拠点とし、同空港およびポルトのフランシスコ・サ・カルネイロ空港を中心に、ポルトガル国内および欧州・北アフリカ地域に就航している。正式社名はCompanhia Portuguesa de Transportes Aéreos S.A.（ポルトガル航空交通会社）。TAPポルトガル航空の子会社である。傘下にPGAエクスプレスという航空会社を所有している。

## 沿革
- 1988年7月 - 会社設立
ただしポルトガルの航空政策により就航が認められない状態が続く
- 1990年7月 - リスボン=ポルト便、リスボン=ファロ便が初就航
この時に国際チャーター便と国内定期便が認められるが、国際定期便は就航できない状態が続く
- 1992年6月 - リスボン、ポルト発の国際定期便が初就航
- 2006年11月 - 株式の99.81パーセントをTAPポルトガル航空に売却[1]
- 2007年6月 - ポルトガリアの便はすべてTAPポルトガルの便名となる。ポルトガリアの SkyClub はTAPポルトガルの Victoria に統合される。[2]

## 主な就航地

### 国内便
- フンシャル（マデイラ諸島）
- ポルト
- リスボン

### 国際便
- イタリア
- オランダ
- スイス
- スペイン
- フランス
- ベルギー

## 機材
- エンブラエル ERJ 145型機 - 8機
- フォッカー 100型機 - 6機
- サーブ 2000型機 - 2機
- ビーチクラフト 1900D型機 - 1機